# 柳家小さん (3代目)
3代目 柳家 小さん（やなぎや こさん、1857年9月20日〈安政4年8月3日〉 - 1930年〈昭和5年〉11月29日）は落語家。本名∶豊島 銀之助。

## 来歴
江戸小石川鷹匠町（現在の東京都文京区）、一橋徳川家家臣の家に生まれ、幼いころから林述斎の漢学や洋学校で学問を習ったがあまりにも没頭し労症を心配した母が富本節をやっていたので習わせるようになる。声が美声とか粋などともてはやされ唄のほうに興味・関心が行くようになり生家も勘当され本所横網町の袋物屋に預けられる。しかしそこの近所にもうた沢の稽古場があったので足しげく通うようになる。16歳で勘当を許され家督を相続、私財を譲り受け麹町六丁目に煙草屋を開業した。
しかし稽古屋通いは収まらず常磐津の初代常磐津林中に正式に弟子入りし、家寿太夫から和國太夫を名乗るが、旅回りの途中に初代土橋亭里う馬の門下になり、2代目土橋亭志ん馬が喉を痛め声が出ないので代演で高座に上がることになる。高座で軽い小噺の後に常磐津を語り最後はたっぷりと人情噺を語って評判になった。時には大ネタの『いろは日蓮記』『仮名手本忠臣蔵』を通しで語ることもあった。
帰京後の1882年（ないし1883年）に初代談洲楼燕枝の門下となり柳亭燕賀となる。1883年頃に3代目春風亭柳枝に可愛がられたために柳亭燕花を名乗る。その後、師匠柳枝の前名、燕路を名乗らないかと薦められたが、柳枝の弟子である2代目燕路の弟子たちの反対で立ち消え。そのごたごたで廃業を余儀なくされた。
諦めきれずに1886年（ないし1887年）に4代目都々一坊扇歌一門で噺家に復帰し都川歌太郎と名乗ったが、継子扱いだったので見かねた禽語楼小さんが引き取り1892年6月に小さん次、改名して初代柳家小三治を襲名し真打昇進。その後は人気も上がって出世し、師匠小さんが1895年ころから病気がちになり、3月日本橋木原亭で隠居名である柳家禽語楼を名乗ったと同時に小さんの名を譲られ、同年3月に3代目襲名。1905年には「第一次落語研究会」の発起人になる。
1924年から1926年にかけ、5代目柳亭左楽の後任として、東京落語協会（現・落語協会）2代目会長を務めた。
最晩年の1923年頃からは、脳軟化症による認知症を発症したために「同じ噺を続けてしまう」「別の噺が混ざってしまう」など悲惨な姿を人々の前に出していた。1929年には自宅を出たまま行方不明になり、翌日世田谷の公園で発見された時には子供と遊んでいる姿が新聞に記載された。
1926年11月に東京落語協会会長を5代目三升家小勝に譲る。1928年に9番弟子4代目蝶花楼馬楽に小さんの名を譲り、自らは引退した。同年1月29日より新橋演舞場で引退披露興行を開いた。
1930年11月29日死去。享年74（満73歳没）。墓所は4代目橘家圓喬と同じ法明寺（東京都豊島区南池袋）にある。

## 演目
上方落語ネタを江戸落語に移植した演目が多い。特に4代目桂文吾から口伝された『らくだ』が有名である。他にも『碁泥』・『にらみ返し』『天災』『かぼちゃ屋』『猫久』『粗忽の釘』『青菜』『うどんや』などがある。
特に酒の入る酔っ払い噺は得意としたが自身は一滴もお酒を飲めなかった。弟子は他の噺家に飲ませ観察し研究・観察したという。明治末期から引退する昭和初期までに多くのSPレコードを吹き込み内容は東京ネタ限らず上方ネタ、音曲、常磐津まで幅広く残した。

## 人物
寄席によく通っていた夏目漱石は、「彼と時を同じうして生きている我々は大変な仕合せである」と『三四郎』の中で書いている。漱石門下の内田百間 も、東大時代に太宰施門とともに小さんを贔屓にしていて、神田立花亭での葬儀にも参列した。
一時常盤津を修業した事もあり声がよく、噺に音曲を入れるなどのアレンジを施して華やかさを加えた。
人格者で6代目三遊亭圓生は「噺家でも、芸をちゃんとやろうという者は、正しい心を持たなければいけない。正直にして正しい心をもってやるんだよ。」と諭されたと自叙伝『寄席育ち』（青蛙房、1976年）に書いている。
芸や生き方は、林家彦六・5代目古今亭今輔・6代目春風亭柳橋・7代目三笑亭可楽らに影響を与えたが、特に彦六は常に小さんの心で居ろという戒めを大事にし「小心居」という言葉を座右の銘とした。
落語を地でいくような粗忽な面もあり、羽織を間違えて二枚着て次の寄席に行ってしまったり、銭湯に足袋を履いたまま入ったりしたこともあった。また地震が苦手であった（存命中に関東大震災に遭っている）。

## 一門弟子
弟子･若手の面倒見がよく尊敬されたため多くの弟子を輩出した。
- 柳家小三郎
- 3代目柳家小山三 - 3代目春風亭柳枝門下から移籍
- 初代柳亭市馬 - 土橋亭里う馬門下から移籍
- 3代目蝶花楼馬楽 - 3代目春風亭柳枝門下から移籍
- 初代柳家小せん - 4代目麗々亭柳橋門下から移籍
- 2代目柳家つばめ
- 三遊亭花圓遊 - 4代目桂文楽門下から移籍
- 4代目柳家小さん
- 三升家勝ぐり
- 初代橘ノ圓
- 初代柳家小はん
- 初代柳家蝠丸
- 2代目松柳亭鶴枝
- 6代目柳家小三治
- 柳家小三太
- 初代柳家三語楼 - 2代目談洲楼燕枝門下から移籍
- 柳家三楽
- 柳家燕花
- 2代目柳家金三
- 9代目桂文治 - 8代目桂文治門下から移籍

### 色物
- 初代柳家小まん
- 帰天斎小正一
- 柳家三好
- 柳家小半治 - 音曲
- 初代江戸家猫八 - 物真似

### 移籍
- 鉄扇楼鼠遊 - 4代目橘家圓蔵門下から8代目桂文治門下へ
- 柳家むじな - 4代目春風亭柳枝門下へ
- 柳家小しん - 4代目春風亭柳枝門下から3代目三遊亭圓馬門下へ
- 初代柳家小里ん - 3代目春風亭柳枝門下へ
- 柳家小ぎく - 4代目春風亭柳枝門下へ（その後一門を転々）
- 柳家小二三 - 初代三遊亭小圓遊門下から2代目三遊亭金馬門下へ
- 初代柳家小團治 - 5代目柳亭左楽門下へ
- 柳家さん枝 - 4代目春風亭柳枝門下へ
- 柳家歌太郎 - 5代目柳亭左楽門下へ
- 初代柳家金三 - 初代柳家三語楼門下へ
- 柳家小團治
- 柳家小さん三 - 初代三遊亭右女助門下から移籍、2代目桂小文治門下へ
- 3代目三遊亭圓楽 - 4代目橘家圓蔵死去に伴い移籍し、後に4代目柳家小さん門下へ

### 廃業
- 初代柳家小ゑん - 能の出囃子方に転職
- 2代目柳家小せん - 落語協会事務員に転職
- 柳家小ゑん - 戦後落語協会事務員に転職